# Cimetière protestant français de Beyrouth
Le cimetière protestant français de Beyrouth se trouve rue de Damas dans le quartier de Sodeco entre le cimetière juif de Beyrouth et le cimetière de l'Église évangélique nationale.

## Histoire
Rénové en 2017 par l'Église protestante française au Liban, il a parallèlement fait l'objet d'un livre documentaire retraçant le caractère cosmopolite et multi-culturel tout en gardant sa spécificité évangélique malgré les soubresauts de l'histoire, de la défaite de l'armée allemande en 1918 au traité de Versailles attribuant ce bien aux protestants français, du début du mandat français au Liban à la fin de la guerre civile libanaise en 1990.

## Gestion

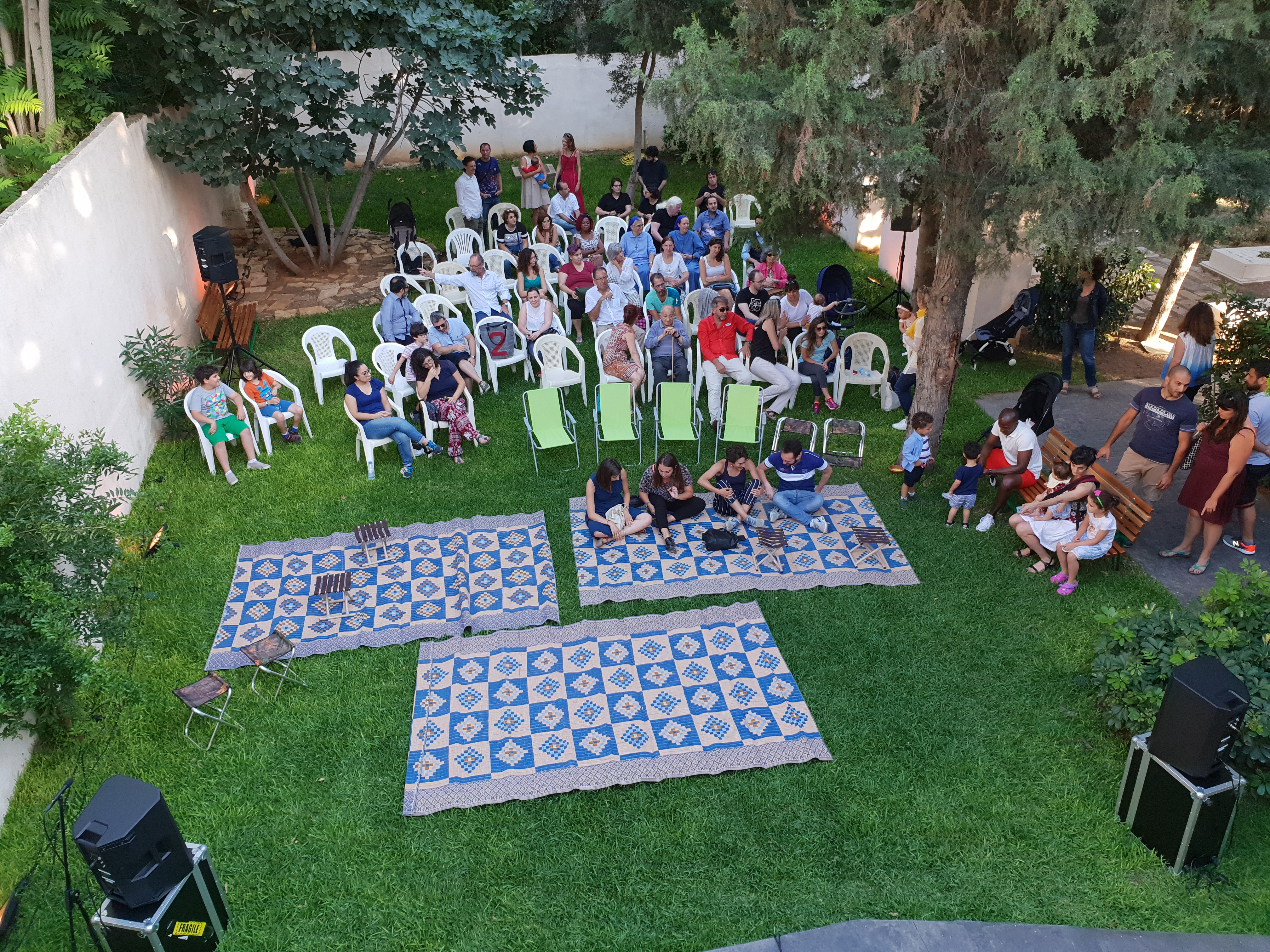
Première rencontre culturelle organisée dans le jardin du cimetière le 17 juin 2018.

Géré par le Conseil presbytéral de l'église, des rencontres culturelles ont été lancées pour la première fois le 17 juin 2018 au cours d'un concert de oud d'inspiration soufie et regroupant une centaine de personnes dans le jardin de la rue de Damas, jardin du cimetière.